# 지금당
지금당은 대한민국 전북특별자치도 장수군 산서면 하월리에 있는 건축물이다. 2016년 3월 14일 장수군의 향토문화유산 제11호로 지정되었다.

## 개요
지금당은 1602년 만헌 정염선생이 창건한 학당으로 현재의 지금당 건물은 창원정씨, 삭녕최씨, 제주양씨, 김해김씨, 경주이씨들이 지금당계를 조직하면서 선대의 유지를 받들기 위해 1900년대 초반에 건립한 것이라고 한다. 지금당은 장수군에서 흥학당(전라북도 문화재자료 제147호)에 이어 두번째로 창건된 학당으로서 역사적 가치가 있으며 관련인물의 역사적, 향토사적 가치도 높다.

## 같이 보기
- 흥학당 - 전라북도 문화재자료 제147호